# Langues goilalanes
Les langues goilalanes sont une famille de langues papoues parlées en Papouasie-Nouvelle-Guinée, dans les régions de Papouasie et de Momase.

## Classification
Les langues goilalanes sont rattachées à une famille hypothétique, les langues Trans-Nouvelle-Guinée.

## Classification interne
Selon Foley, les langues goilalanes sont :
- weri
- biangai
- kunimaipa
- tauade
- fuyug